# Salzburger Rechtsanwaltskammer
Die Rechtsanwaltskammer Salzburg ist die Standesvertretung der im Bundesland Salzburg niedergelassenen Rechtsanwälte und Rechtsanwaltsanwärter. Ihren Sitz hat die Rechtsanwaltskammer in der Stadt Salzburg, wo sich mit dem Landesgericht Salzburg auch das höchste Organ der Rechtsprechung Salzburgs befindet. Präsident der Rechtsanwaltskammer Salzburg ist derzeit Wolfgang Kleibel.

## Geschichte
Die Salzburger Rechtsanwaltskammer hat sich am 21. April 1851 erstmals konstituiert (Gründungsdatum).

## Organisation
Die Standesvertretung ist Mitglied des Österreichischen Rechtsanwaltskammertags, eines Zusammenschlusses der Rechtsanwaltskammern aller österreichischen Bundesländer. Organisatorisch ist die Rechtsanwaltskammer eine Körperschaft des öffentlichen Rechts, die mit dem Recht auf autonome Selbstverwaltung sowie begrenzten hoheitlichen Befugnissen ausgestattet ist.
Die Aufgabengebiete der Rechtsanwaltskammer Salzburg reichen von der Vertretung der Rechtsanwälte über die Begutachtung von Gesetzen und das Erstellen von Gutachten bis zur Überwachung der Einhaltung der Berufspflichten im Wege des Disziplinarrechts. Prüfungskommissäre der Rechtsanwaltskammer, die Prüfungen der Rechtsanwaltsanwärter und der Richteramtsanwärter, vornehmen, sind Mitglieder der beim OLG Linz eingerichteten Prüfungskommissionen.
Oberstes Entscheidungsgremium der Rechtsanwaltskammer ist der Ausschuss, der durch die Vollversammlung der Rechtsanwälte Salzburgs gewählt wird und dem ein Präsident sowie zwei Vizepräsidenten vorstehen. Zudem werden der Disziplinarrat und die Prüfungskommissäre ebenfalls durch die Vollversammlung gewählt.

## Mitgliedschaft
Die Mitgliedschaft in der Rechtsanwaltskammer Salzburg besteht für die eingetragenen Rechtsanwälte (RA) und die Rechtsanwaltsanwärter (RAA). Die Stimmrechte in der Mitgliederversammlung sind zwischen Rechtsanwälten und Rechtsanwaltsanwärtern ungleich verteilt (etwa 1:2 – RA:RAA).  Mit der Mitgliedschaft verbunden ist die Verpflichtung zur Bezahlung der Kammerumlage. Zum 31. Dezember 2024 waren in Salzburg 429 Rechtsanwälte eingetragen und 90 Rechtsanwaltsanwärter.